# N'Guigmi
N'guigmi es una comuna urbana de Níger, chef-lieu del departamento homónimo en la región de Diffa. En 2012, la comuna presentaba una población censada de 47 198 habitantes, de los cuales 24 299 eran hombres y 22 899 eran mujeres.
El topónimo procede del kanuri n’jié kimé, que viene a significar "gran zona de arcilla roja". La antigua N'guigmi (N’Guigmi-Din) fue fundada por un grupo de kanembus expulsados del Imperio Kanem-Bornu, quienes crearon un palmeral con plantas importadas de Yemen, y se desplazó a la ubicación actual de N'guigmi en torno a 1730. A principios del siglo XX, la localidad fue incluida en el área de influencia británica de Nigeria del Norte, pasando a territorio francés tras un ajuste territorial en 1906. La ciudad es un importante centro de comercio de sal procedente de Kaouar.
Se ubica en la zona noroccidental de la sabana inundada del lago Chad, unos 120 km al noreste de la capital regional Diffa sobre la carretera RN1. La ciudad es el último punto donde la carretera existe como tal, continuando hacia Chad como un camino rural.